# Marienplatz (München)

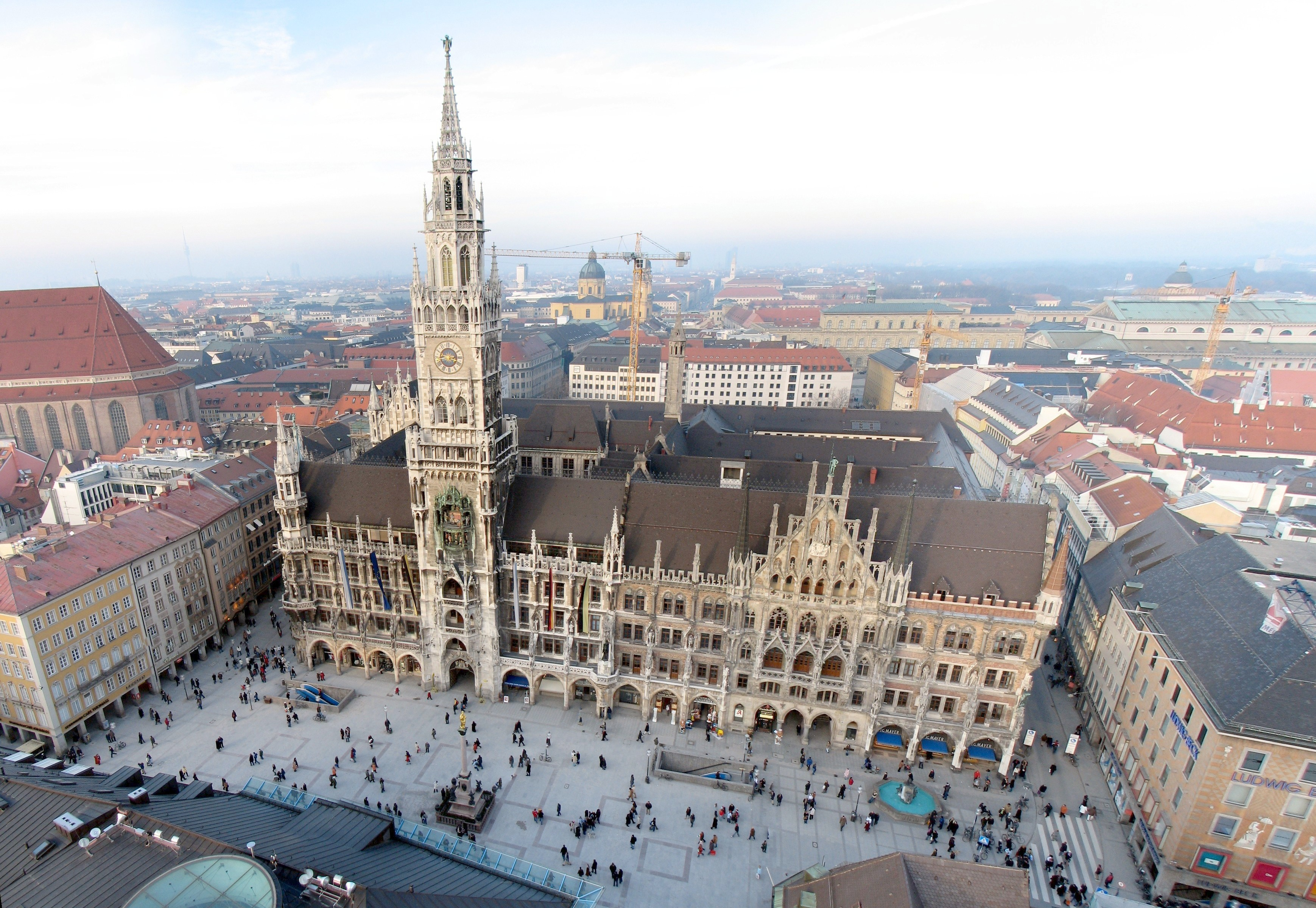
Quảng trường Đức Mẹ và Tòa đô chính Mới

Marienplatz (Quảng trường Đức Mẹ) là quảng trường chính của nội thành München và là tâm điểm của khu vực dành riêng cho người đi bộ.

## Vị trí
Marienplatz là giao điểm của hai trục lộ chính: trục đông-tây từ Cổng Isar (Isartor) và Cổng Karl (Karlstor), là một phần của Đường Muối từ Salzburg (Áo) qua Landsberg am Lech (Đức) đi đến Thụy Sĩ, và trục bắc-nam giữa Cổng Sendling (Sendlinger Tor) và Cổng Schwabing (Schwabinger Tor), là cổng đã bị phá vỡ trong thế kỷ thứ 19. Bốn cổng này nguyên là các cổng đi vào thành cổ München ngày xưa. Quảng trường dài khoảng 100 m, rộng 50 m.
Về phía bắc của quảng trường là Tòa thị chính Mới (Neues Rathaus), về phía đông là Tòa đô chính Cũ (Altes Rathaus), ở phía tây và phía nam là các cửa hàng, siêu thị mua sắm và quán ăn.

## Lịch sử

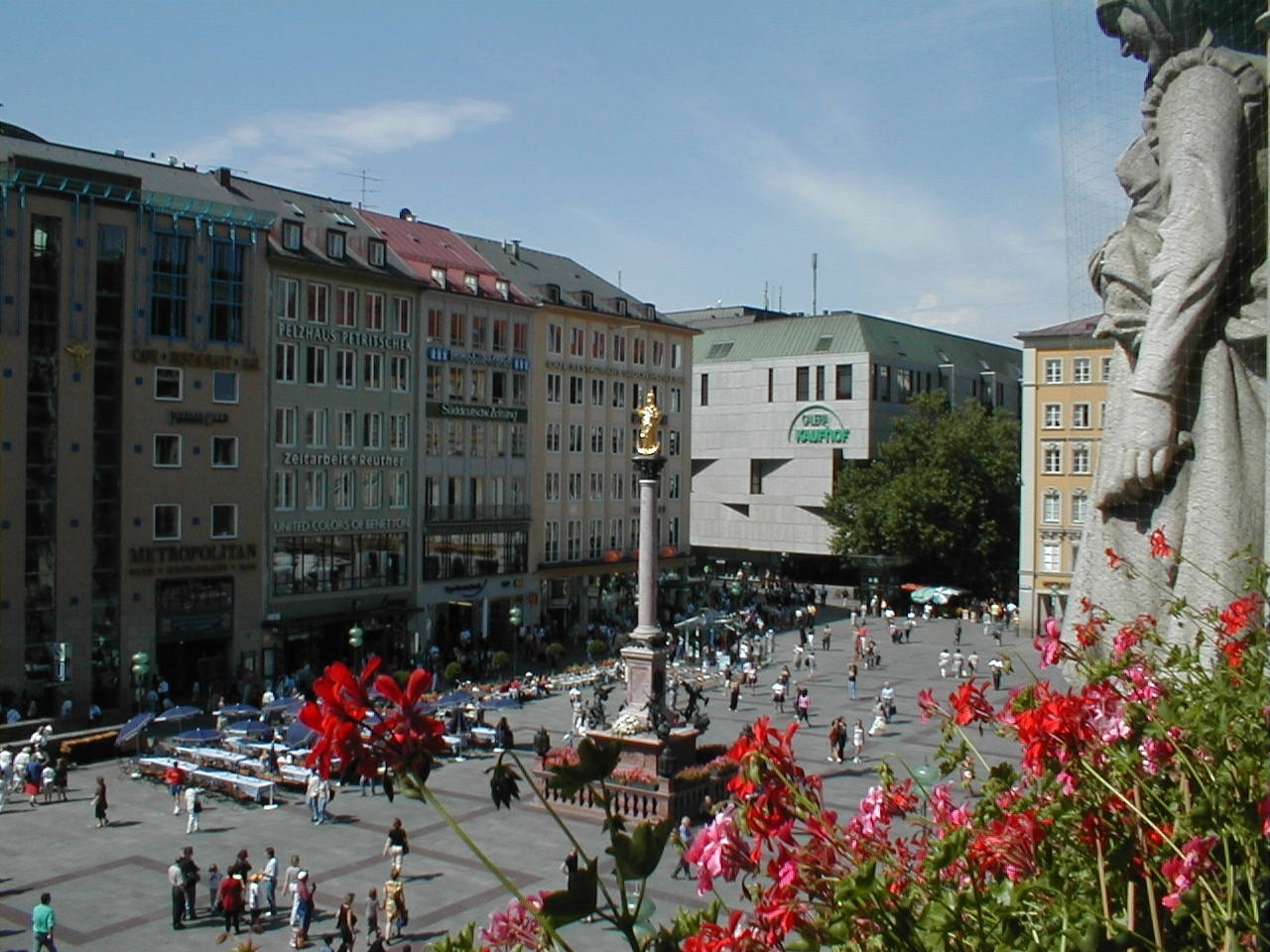
Marienplatz, ở giữa là Tượng đài Đức Mẹ

Quảng trường Đức Mẹ là trung tâm của München từ khi thành phố được Công tước Bayern là Heinrich Sư tử thành lập năm 1158.
Ngay từ thuở đầu tiên, quảng trường là nơi họp chợ. Năm 1315 Hoàng đế Ludwig IV của Thánh chế La Mã ban cho thành phố quyền tự do họp chợ với điều kiện là quảng trường này, thời đấy còn có tên là "Quảng trường Chợ" (Marktplatz), "vĩnh viễn" không được xây dựng thay đổi.
Quảng trường bắt đầu trở thành một nơi hoạt động chính trị của thành phố từ khi các tòa nhà dành cho đại diện các tầng lớp xã hội và lãnh địa trong Công quốc Bayern được xây dựng tại đây vào năm 1566. Trong thời gian này quảng trường chủ yếu là nơi buôn bán ngũ cốc, ở góc phía đông bắc nơi ngày nay có "Đài phun nước Cá" (Fischbrunnen) nguyên ngày xưa là một chợ cá.
Năm 1638, tạ ơn việc thành phố không bị tàn phá khi bị quân đội Thụy Điển chiếm đóng trong cuộc Chiến tranh 30 năm, tuyển hầu Maximilian I, đã cho xây tượng đài Đức Mẹ trên quảng trường này, lúc đấy vẫn còn có tên là "Quảng trường Chợ". Năm 1853, sau khi chợ được dời về Đường Hoa (Blumenstraße), hội đồng thành phố quyết định đổi tên quảng trường này thành Quảng trường Đức Mẹ từ ngày 1 tháng 10 năm 1854 để cầu xin Đức Mẹ vốn là vị thánh bảo hộ Bayern (Patrona Bavariae) cứu giúp thành phố qua khỏi cơn dịch tả đang hoành hành trong thành phố từ tháng 7 năm đấy.
Từ năm 1972 Quảng trường Đức Mẹ trở thành khu vực dành riêng cho người đi bộ. Tượng đài Đức Mẹ được chuyển dời về ngay trung tâm của quảng trường trong dịp này.

## Giao thông
Trạm Tàu điện ngầm München và München S-Bahn Marienplatz phía dưới Quảng trường Đức Mẹ được khánh thành năm 1971/1972. Trạm bao gồm 4 tầng ngầm, là nhà ga giao điểm của tuyến tàu nhanh đông-tây với hai tuyến tàu điện ngầm bắc-nam U3 và U6. Trạm Marienplatz là một trong những trạm chuyển tàu quan trọng nhất của München. Ngoài ra hai tuyến xe buýt 52 và 131 cũng có trạm dừng tại đây.

## Hình ảnh

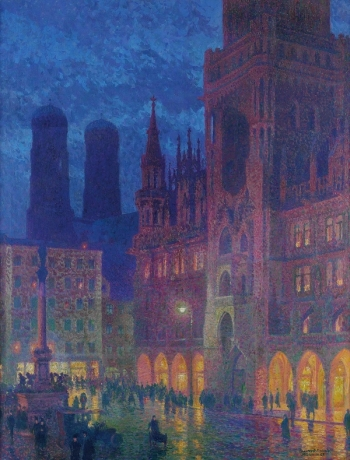
Charles Johann Palmié: Quảng trường Đức Mẹ München, 1907
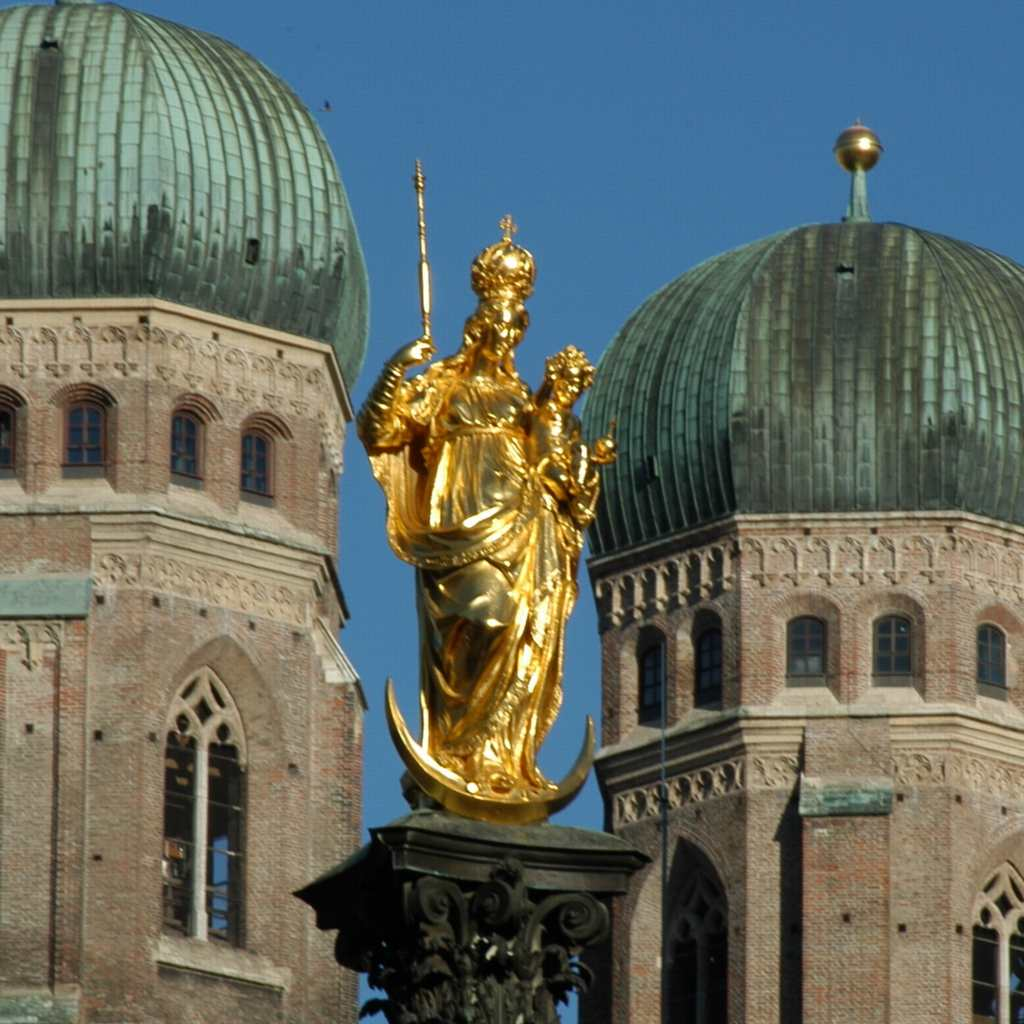
Tượng đài Đức Mẹ (Phía sau là Nhà thờ Đức Bà München
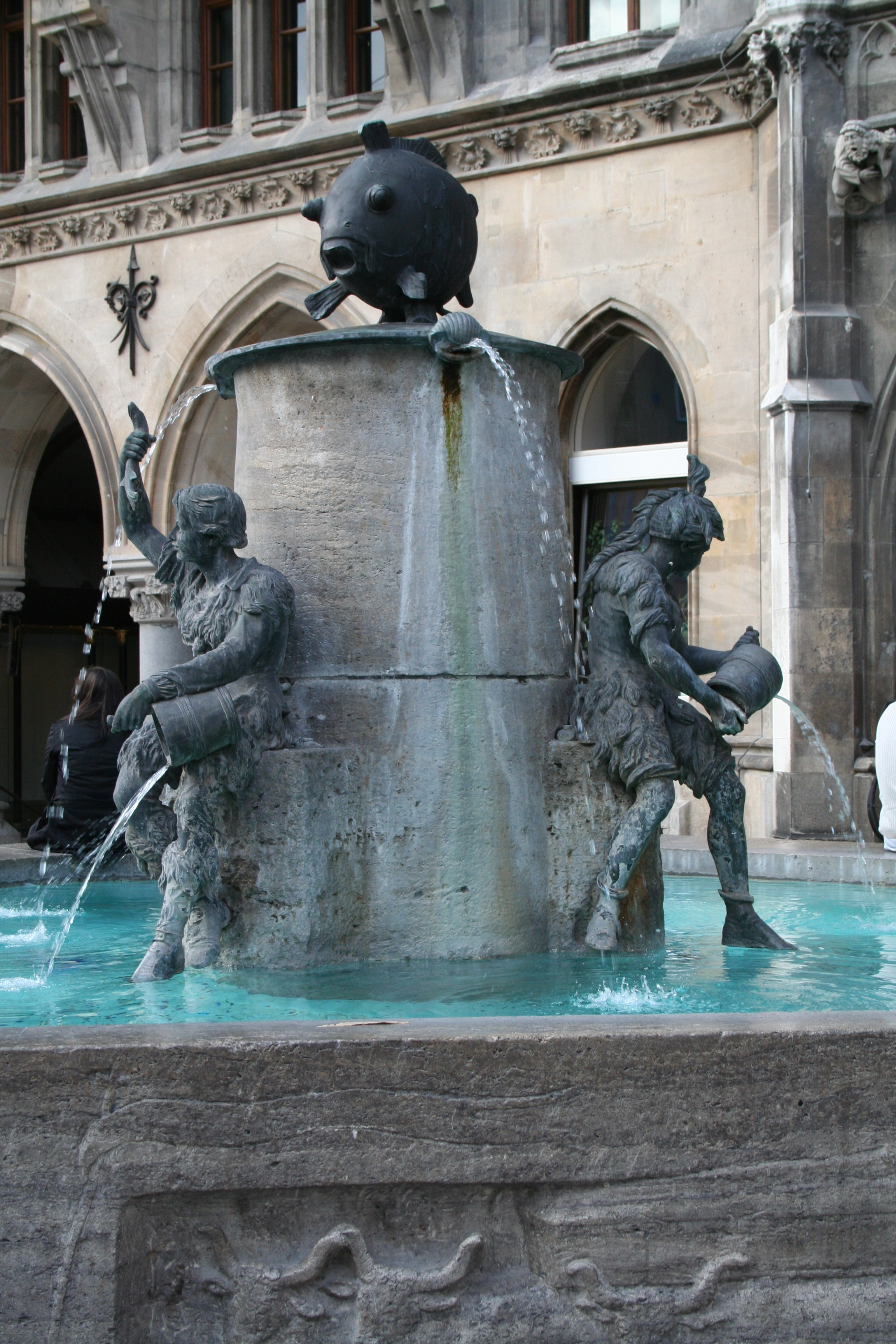
Đài phun nước Cá (Fischbrunnen)
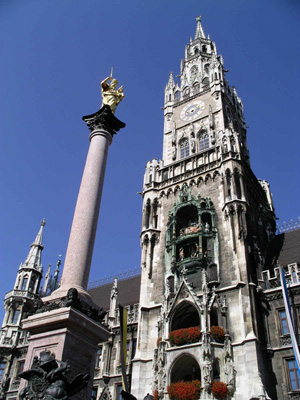
Tòa đô chính và Tượng đài Đức Mẹ